# Steve Mandanda
Steve Mandanda Mpidi (* 28. März 1985 in Kinshasa, Zaire) ist ein französisch-kongolesischer ehemaliger Fußballtorhüter. Mit der französischen Fußballnationalmannschaft wurde er 2018 Weltmeister.

## Spielerkarriere

### Verein
Steve Mandanda stammt aus der Jugend des französischen Vereins Le Havre AC. Dort wurde er 2005 in die erste Mannschaft berufen und spielte zwei Jahre lang mit dem Team in der Ligue 2. Im Sommer 2007 wurde er vom französischen Erstligisten Olympique Marseille verpflichtet. Dort ging er als nominell zweiter Torwart in die Saison, wurde jedoch aufgrund einer Verletzung des Stammkeepers des Vereins, Cédric Carrasso, zu Beginn der Saison Stammspieler. Später spielte er für Olympique auch im UEFA-Pokal und in der Champions League. Ab Juli 2016 erhielt er einen Dreijahresvertrag bei Crystal Palace, konnte sich aber nicht durchsetzen und absolvierte nur neun Ligaspiele.
Im Juni 2017 wechselte er zurück zu Olympique Marseille. Nach fünf weiteren Jahren in Marseille schloss sich der Franzose im Sommer 2022 Stade Rennes an.

### Nationalmannschaft
Mandanda wurde 2006 bei der U-21-Europameisterschaft in Portugal, bei der er mit den Franzosen ins Halbfinale kam, viermal eingesetzt. Am 5. Februar 2008 spielte er eine Halbzeit für die französische B-Nationalmannschaft gegen die DR Kongo. Auf der Gegenseite spielte sein jüngerer Bruder Parfait.
Sein erstes A-Länderspiel bestritt Mandanda am 27. Mai 2008 im Vorbereitungsspiel für die EM 2008 gegen Ecuador, als er zur Halbzeit für Sébastien Frey eingewechselt wurde. Frankreich gewann 2:0. Bei der EM-Endrunde 2008 gehörte er zum französischen Aufgebot, wurde aber nicht eingesetzt. Nach der EM erfolgte ein Generationswechsel im Tor der Franzosen. Von nun an kämpfte Mandanda mit dem ein Jahr jüngeren Hugo Lloris um den Platz als Nummer 1. In den ersten beiden Qualifikationsspielen im September 2008 für die Weltmeisterschaft 2010 stand der Torhüter bei beiden Partien in der Startelf. In seinem ersten Pflichtspiel für die Nationalmannschaft am 6. September 2008 erlitt er eine 1:3-Niederlage gegen Österreich. Bei der WM 2010 in Südafrika war er Teil des Kaders der Équipe Tricolore, allerdings wurde Hugo Lloris der Vorzug gegeben. So blieb Mandanda ohne Einsatz. Vier Jahre später wurde Mandanda auch für die WM in Brasilien nominiert, musste aber wenige Tage später aufgrund einer im letzten Punktspiel erlittenen Verletzung absagen.
Die Europameisterschaft 2016 fand in Frankreich statt, sodass für die französische Nationalmannschaft keine Qualifikationsspiele anstanden. In der Zeit vor dem Turnier bestritt Mandanda ein halbes Dutzend Freundschaftsspiele und stand dann als zweiter Torhüter hinter Lloris im französischen Aufgebot. Dieselbe Konstellation ergab sich im Kader für die Weltmeisterschaft 2018, bei der Mandanda ein Vorrundenspiel bestreiten durfte. Anschließend kam er eineinviertel Jahre nicht mehr zum Einsatz; dies gelang ihm erst wieder im Oktober 2019, als Lloris sich kurz vor zwei entscheidenden EM-Qualifikationsspielen der Bleus verletzte und Steve Mandanda seine Länderspiele Nummer 29 und 30 bestritt.
Bei der Europameisterschaft 2021 gelangte er mit der französischen Auswahl bis ins Achtelfinale, ehe Frankreich dort gegen die Schweiz im Elfmeterschießen ausschied.
Bei der Weltmeisterschaft 2022 stand er erneut im französischen Aufgebot und bestritt das Gruppenspiel gegen Tunesien. Dies war sein letztes Länderspiel.

## Erfolge und Auszeichnungen
Olympique Marseille
- Französischer Meister: 2010
- Französischer Ligapokal: 2010, 2011, 2012
- Französischer Fußball-Supercup: 2010, 2011

Nationalmannschaft
- Weltmeister: 2018
- Vize-Weltmeister: 2022
- Vize-Europameister: 2016

Individuelle Auszeichnungen
- Torhüter des Jahres der Ligue 1 (5): 2007/08, 2010/11, 2014/15, 2015/16, 2017/18
- Spieler des Monats der Ligue 1 (3): Februar 2008, August 2008, September 2017

## Privates
Alle seine drei jüngeren Brüder sind ebenfalls talentierte Torhüter. Der 1989 geborene Parfait ist kongolesischer Nationaltorwart, der rund sieben Jahre jüngere Riffi spielte in der Jugend des SM Caen und in der französischen U-16. Auch sein jüngster Bruder, der knapp 13 Jahre jüngere Over, spielt als Torwart im Profibereich.